# Даничи (Гацко)
Даничи (серб. Данићи / Danići) — село в общине Гацко Республики Сербской Боснии и Герцеговины. Население составляет 45 человек по переписи 2013 года.

## География
Село находится на высотах в диапазоне от 900 до 1000 м над уровнем моря, в 12 км от города Гацко, центра общины. Площадь села составляет 8,94 км². Делится на районы Горне-Село (серб. Горње село), Доне-Село (серб. Доње село) и Пусто-Поле (серб. Пусто поље). Охватывает юго-восточную часть Гатацкого поля. Значительная часть находится под холмом Милатовица. Наиболее важные источники воды — Крушац, Одановац, Чарапуша и Шпиляк. Небольшие карстовые воронки со слабым стоком, вода в прудах задерживается дольше и образует тем самым небольшое озеро. В более верхней зоне произрастает лиственный лес.

## История
Ефто Дедиер писал следующее о происхождении названия села: вдова Милоша Обилича, бежавшая из Церницы, скрывалась здесь («сдалась»), и поэтому село получило название Даничи. По другой версии, село получило своё название в начале XV века от Елены Хранич Косача. Средневековые некрополи находятся в районах Барице (14 стечек) и Жабляк (семь стечек), а также в районе кладбища в Пустом поле (пять). Согласно ещё одному преданию, земли в Даничах принадлежали монастырю Папрача до прихода османского владычества. Семьёй капитана Тановича была выстроена башня в Дони-Селе (XVIII — первая половина XIX века), которая стала старейшим центром Даничей, а вторая была выстроена в Пустом поле. В 1914 году австро-венгерские войска снесли обе башни, возведя на их фундаментах деревенские здания.
В обеих Балканских войнах и Первой мировой войне в составе сербской и черногорской армий воевали представители многих местных семей. Во время Второй мировой войны погибло восемь партизан из Народно-освободительной армии Югославии, восемь бойцов Югославской армии на родине и пятеро мирных граждан. Два бойца Вооружённых сил Республики Сербской погибли во время войны 1992—1995 годов, в их честь была установлена мемориальная доска у ворот церкви.

## Население[4]
Согласно переписи населения 1879 года, село упоминалось под названием Даханичи (серб. Даханићи / Dahanići), в селе было 15 домашних хозяйств и 120 жителей (все — православные), в 1910 году в селе насчитывалось уже 203 жителя. С 1948 года село упоминается в документах переписи населения Югославии как Даничи. Из проживающих семей семья Банаш отмечает День святителя Николая, семьи Болянович и Перович — Собор Иоанна Предтечи; Видакович и Црногорац — Рождество Пресвятой Богородицы; Мандич — день Игнатия Богоносца, Папович — Михайлов день. Значительная часть семей родом из Черногории. Согласно семейным преданиям, Боляновичи в 1714 году переселились сюда из деревни Болевичи у Скадарского озера, а Перовичи — выходцы из племени Баняни. Видаковичи происходят из того же рода, что и семья Црногорац, что родом из племени Цуце. Иличи, выходцы из Рисана, переселились в 1909 году из села Давидовичи, находящегося около Билечи. Из окрестностей пришли в Даничи семьи Паповичей (Казанци) и Мандичей (Нови-Дуличи).

## Экономика
С Гацко село связано старой австро-венгерской дорогой, которую расширили и заасфальтировали к 2000 году. Электроэнергия проведена в село в 1970 году, водоснабжение — в 1990 году, телефонная связь — в 2000 году. Небольшая часть населения занимается сельским хозяйством, значительная часть ездит на заработки в Гацко. Дети учатся в начальной школе села Автовац.

## Достопримечательности
В селе находится основанный в 2014 году монастырь Даничи. В 2001 году была построена монастырская церковь святого Петра Зимонича и здание, в котором хранится этнографическая коллекция. В селе также находятся три кладбище — Влашское (серб. Влашко гробље), Перовича (серб. Перовића гробље) и кладбище в Пустом поле.